# ZODB
ZODB (англ. Zope Object Database) — объектно-ориентированная база данных (ООБД) для Python-объектов. Входит в поставку сервера приложений Zope, но может использоваться и отдельно от него. Для балансировки нагрузки и кластеризации серверов служит ZEO (от англ. Zope Enterprise Objects). Эта клиент-серверная технология позволяет нескольким Zope-серверам (то есть ZEO-клиентам) разделять единое хранилище данных. ZODB используется в различных системах управления содержимым, в том числе Plone.

## История
Создана Джимом Фултоном из Zope Corporation в конце 1990-х годов. В начале, в процессе разработки системы Principia (ставшей позднее именоваться Zope) называлась POS (от англ. Persistent Object System — система устойчивых объектов) или BoboPOS. При очередном значительном изменении архитектуры была переименована в ZODB3. Был также короткоживущий проект ZODB4 по переписыванию ZODB3 на «чистом» Python в начале 2000-х годов, но он не был завершён (не следует путать с версиями 4, появившимися в 2012 году).

## Свойства
Некоторые свойства ZODB:
- прозрачное длительное хранение объектов Python;
- транзакции, полная поддержка ACID, включая точки сохранения[7];
- многоверсионное управление конкурентным доступом (MVCC)[8];
- история и откат изменений (англ. undo);
- поддержка больших двоичных объектов (BLOB);
- масштабируемая архитектура (при использовании ZEO).

### Прозрачность
С объектами приложения, использующего ZODB, можно работать как с обычными объектами языка Python, то есть, механизмы хранения почти полностью прозрачны: не требуется специальных методов или интерфейсов для управления данными. Единственным условием для обеспечения устойчивости объектов является наследование от класса Persistent. Для базовых типов языка Python достаточно, чтобы они поддавались «консервированию» (англ. pickle) методами стандартной библиотеки Python.

### История и откат изменений
Даже давно выполненная и сохранённая в базе данных транзакция может быть отменена. Более того, ZODB хранит версии для каждого хранимого объекта, что позволяет, не без некоторых ограничений, управлять версиями.

## Принципы работы
Хранилище ZODB логически представляет собой ориентированный граф объектов языка Python, корнем которого является словарь Python. Доступ к объектам осуществляется обходом (англ. traverse) по указателям, начиная с корня и заканчивая целевым объектом.
ZODB использует механизм сериализации объектов из стандартной библиотеки Python, так называемое консервирование (англ. pickling).

### Примеры
Следующий пример (использована Unix-подобная ОС) иллюстрирует программирование для ZODB. В примере использована конфигурация с ZEO. Для правильной работы примера необходимо установить библиотеку ZODB (скажем, в Ubuntu, это можно сделать командой sudo apt-get install python-zodb).
Во-первых, необходимо запустить ZEO-сервер:
```
runzeo -a localhost:8008 -f /tmp/Data.fs
```

Во-вторых, требуется файл конфигурации ZEO-клиента (для простоты, /tmp/zeo.conf), где будет указан адрес сервера:
```
<zodb>
   <zeoclient>
   server localhost:8008
   </zeoclient>
</zodb>
```

Наконец, программа на Python записывает в корень объект с именем my_object и значением в виде строки:
```
 
import
 
ZODB.config

 
import
 
transaction

 
db
 
=
 
ZODB
.
config
.
databaseFromURL
(
'/tmp/zeo.conf'
)

 
connection
 
=
 
db
.
open
()
           
# устанавливаем соединение

 
root
 
=
 
connection
.
root
()
         
# получаем корень

 
root
[
'my_object'
]
 
=
 
'My object'
  
# записываем объект

 
transaction
.
commit
()
             
# окончание транзакции

```

Сохраняемые объекты могут быть достаточно сложными, главное, чтобы для них работала сериализация.
Пример из документации описывает создание класса устойчивых объектов:
```
from
 
persistent
 
import
 
Persistent

class
 
User
(
Persistent
):

    
pass

```

В связи с эти примером необходимо заметить, что присваивание атрибутам или их удаление отражается в базе данных. Объект класса, в котором присутствует примесь Persistent, является единицей хранения (подробнее см. storage unit (англ.)) и в случае изменений перезаписывается в базе данных как единое целое.
Если объект без примеси Persistent имеет атрибут с изменчивым значением, например, встроенный в Python объект типа список (list), изменения внутри списка не будут замечены без дополнительных усилий.
```
userobj
 
=
 
User
()

root
[
'user'
]
 
=
 
userobj
        
# Это изменение будет записано.

userobj
.
friends
 
=
 
[
'A'
,
 
'B'
]
  
# Простой (т.е. не Persistent) список.

userobj
.
friends
.
append
(
'C'
)
   
# Его изменение не отражается в базе

userobj
.
_p_changed
 
=
 
True
     
# без этой подсказки.

```

Для распространённых сложных структур данных имеются устойчивые аналоги: PersistentList (для списка), PersistentMapping (для отображения), а также типы данных из пакета BTree (реализация B-дерева).
Иногда возникает необходимость во вре́менных (англ. volatile) атрибутах, которые не требуется (или невозможно) сохранять в базе данных. Атрибуты со специальным префиксом _v_ как раз служат этой цели:
```
userobj
.
_v_openfile
 
=
 
open
(
'some_file.dat'
)
     
# открытый файл

```

## Виды подключаемых хранилищ
- Файловое хранилище (англ. file storage). Сохраняет объекты на диске. Рассчитано на один процесс.
- Сетевое хранилище — ZEO. Позволяет многим процессам загружать и хранить объекты одновременно[18].
- Хранилище RelStorage. Объекты сохраняются в реляционной СУБД[19].
- Каталогизированное хранилище (англ. directory storage). Каждый объект хранится в отдельном файле файловой системы[20].
- Демо-хранилище (англ. demo storage). Для хранения объектов дополнительно к базовому хранилищу, которое доступно только для чтения[21].

По данным каталога программного обеспечения для Python (PyPI) имеются и другие ZODB-хранилища, решающие более специализированные задачи.

## Применение
ZODB используется в Zope, Plone (построен на Zope), Grok, Zenoss, ERP5, KARL (система управления знаниями) и некоторых других системах. Например, ZODB и ZEO (без Zope) используются в системе Indico — программном обеспечении для организации симпозиумов, конференций, лекций и т. п., разработанном и используемом ЦЕРНом.